# Resurrection (série de televisão)
Resurrection (no Brasil, Ressurreição) é uma série de televisão estadunidense transmitida originalmente pela ABC de 9 de março de 2014 a 25 de janeiro de 2015. Criada por Aaron Zelman, a série é uma adaptação do livro Ressurreição de Jason Mott. No Brasil, a série foi exibida pelo canal pago AXN.
Em 8 de maio de 2014, a ABC confirmou que Resurrection tinha sido renovada para uma segunda temporada.
A 2ª temporada estreou na AXN no dia 2 de Outubro de 2014.
Em 7 de maio de 2015, a série foi cancelada pela ABC depois de duas temporadas.  Em 8 de novembro de 2017, estreou em TV aberta no Brasil pela Rede Globo

## Sinopse
As vidas dos habitantes da pequena cidade de Arcadia, no Missouri, mudam completamente quando seus entes queridos voltam dos mortos. Um menino americano de 8 anos acordou sozinho em um arrozal na China sem ter ideia de como foi parar ali. Os detalhes começam a vir à luz quando o menino, que diz se chamar Jacob, lembra que sua casa é em Arcadia e um agente da imigração chamado J. Martin Bellamy o leva até lá. A casa onde ele vivia é ocupada por um casal mais velho, Henry e Lucille Langston, que dizem que seu filho Jacob Langston morreu há 32 anos. Apesar de estarem diferentes, Jacob os reconhece imediatamente como seus pais. Os amigos próximos da família tratam de decifrar o mistério, mas o menino tem segredos sobre sua própria morte que mais ninguém conhece.

## Elenco

### Elenco principal
- Omar Epps como Martin "Marty" Bellamy
- Frances Fisher como Lucille Langston
- Michelle Fairley como Margaret Langston
- Matt Craven como Sheriff Fred Langston
- Devin Kelley como Dr. Maggie Langston
- Mark Hildreth como Pastor Tom Hale
- Samaire Armstrong como Elaine Richards
- Sam Hazeldine como Caleb Richards
- Landon Gimenez como Jacob Langston
- Kurtwood Smith como Henry Langston
- Donna Murphy como Angela Forrester

### Elenco recorrente
- Kathleen Munroe como Rachael Braidwood
- Kevin Sizemore como Gary Humphrey
- James Tupper como Dr. Eric Ward
- Tamlyn Tomita como Dr. Willis
- Travis Young como Ray Richards
- Veronica Cartwright como Helen Edgerton
- Lori Beth Sikes como Janice Hale
- April Billingsley como Barbara Langston
- Ned Bellamy como Samuel Catlin
- Jwaundace Candece como Mrs. Camille Thompson
- Shawn Shepard como Mr. Wallace Thompson
- Nadej Bailey como Jenny Thompson

## Recepção
Em sua primeira temporada, Resurrection teve recepção mista por parte da crítica especializada. Com base de 29 avaliações profissionais, alcançou uma pontuação de 60% no Metacritic.